# Finale de la Coupe d'Afrique des nations de football 2017
La finale de la coupe d'Afrique des nations 2017 était un match de football associatif pour déterminer le vainqueur de la coupe d'Afrique des nations 2017, organisée par la confédération africaine de football (CAF). Le match s'est déroulé au Stade de l'Amitié à Libreville, au Gabon, le 5 février 2017 et a été disputé par le Cameroun et l'Égypte. Les seize équipes qualifiées pour le tournoi ont été divisées en quatre groupes de quatre, les deux premiers de chaque groupe se qualifiant pour la phase à élimination directe. Le Cameroun a terminé deuxième du groupe A avant de battre le Sénégal et le Ghana en quart de finale et en demi-finale, tandis que l'Égypte s'est qualifiée pour la finale en remportant d'abord le groupe D, puis en battant le Maroc et le Burkina Faso.
L'Égypte a bien commencé la finale et a pris une avance de 1-0 grâce à Mohamed Elneny après 22 minutes. Le Cameroun avait plus de possession que l'Egypte en première mi-temps, mais son attaque manquait de puissance et l'Egypte menait à la mi-temps. Les Égyptiens ont fait peu de tentatives d'attaque en seconde période et le Cameroun a égalisé après 59 minutes grâce à Nicolas Nkoulou, qui était entré en jeu en tant que remplaçant. L'Égypte n'a pas été en mesure de s'adapter et le Cameroun a continué d'avoir les meilleures chances, marquant finalement à nouveau deux minutes avant la fin, par l'intermédiaire de Vincent Aboubakar, pour enregistrer une victoire 2-1. Cette victoire marquait leur cinquième titre en Coupe d'Afrique des Nations. En tant que vainqueurs, ils ont représenté la CAF à la coupe des confédérations 2017 en Russie, mais ils n'ont pas dépassé la phase de groupes.

## Contexte
La Coupe d'Afrique des Nations, organisée par la confédération africaine de football, est la principale compétition internationale de football associatif pour les équipes nationales africaines. Le tournoi de 2017 était la 31e édition depuis son inauguration en 1957. Les hôtes étaient le Gabon, qui a obtenu les droits de la CAF après que les hôtes d'origine, la Libye, aient dû se retirer en raison de la guerre civile dans ce pays. Le tournoi était composé de seize équipes qui s'étaient qualifiées pour l'événement, réparties en quatre groupes de tournoi toutes rondes composés de quatre équipes. Les deux meilleures équipes de chaque groupe se sont qualifiées pour une phase à élimination directe.
L'Égypte disputait son 23e tournoi et sa 9e finale. Ils en avaient déjà remporté sept (1957, 1959, 1986, 1998, 2006, 2008, 2010) et perdu la finale de 1962 contre l'Éthiopie au stade Hailé Sélassié d'Addis-Abeba, en Éthiopie. Le Cameroun disputait son 18e tournoi et sa 7e finale. Ils en avaient déjà remporté quatre (1984, 1988, 2000, 2002, 2017) et perdu deux (1986, 2008). L'Égypte et le Cameroun s'étaient déjà rencontrés lors de deux finales de la coupe d'Afrique des nations, en 1986 et 2008. L'Égypte avait remporté ces deux finales.
Au début du tournoi, l'Égypte était classée 3e parmi les nations africaines au classement mondial de la FIFA (35e au monde), tandis que le Cameroun était 12e (62e au monde).

## Match
| 5 février 2017 | Égypte     | 1 - 2   | Cameroun                    | Stade d'Angondjé, Libreville                   |                                                |
| 20 h WAT       | Elneny 21e | (1 - 0) | 59e Nkoulou · 88e Aboubakar | Spectateurs : 38,250 Arbitrage : Janny Sikazwe | Spectateurs : 38,250 Arbitrage : Janny Sikazwe |

| Cameroun | Égypte |

| GK              | 1  | Fabrice Ondoa      |       |       |
| RB              | 19 | Collins Fai        | 90+1e |       |
| CB              | 5  | Michael Ngadjui    |       |       |
| CB              | 4  | Adolphe Teikeu     |       | 31e   |
| LB              | 6  | Ambroise Oyongo    |       |       |
| CM              | 15 | Sébastien Siani    |       |       |
| CM              | 17 | Arnaud Djoum       |       |       |
| AM              | 9  | Jacques Zoua       |       | 90+4e |
| RW              | 13 | Christian Bassogog | 90+4e |       |
| LW              | 8  | Benjamin Moukandjo |       |       |
| CF              | 18 | Robert Ndip Tambe  |       | 45e   |
| Remplaçants :   |    |                    |       |       |
| DF              | 3  | Nicolas Nkoulou    |       | 31e   |
| FW              | 10 | Vincent Aboubakar  | 89e   | 45e   |
| MF              | 14 | Georges Mandjeck   |       | 90+4e |
| Sélectionneur : |    |                    |       |       |
| Hugo Broos      |    |                    |       |       |

| GK              | 1  | Essam el-Hadari    |       |     |
| RB              | 3  | Ahmed el-Mohammadi |       |     |
| CB              | 6  | Ahmed Hegazy       |       |     |
| CB              | 2  | Ali Gabr           |       |     |
| LB              | 7  | Ahmed Fathy        |       |     |
| CM              | 8  | Tarek Hamed        |       |     |
| CM              | 17 | Mohamed Elneny     |       |     |
| RW              | 10 | Mohamed Salah      |       |     |
| AM              | 19 | Abdallah Saïd      |       |     |
| LW              | 21 | Trézéguet          |       | 65e |
| CF              | 22 | Amr Warda          |       |     |
| Remplaçants :   |    |                    |       |     |
| MF              | 14 | Ramadan Sobhi      | 90+2e | 65e |
| Sélectionneur : |    |                    |       |     |
| Héctor Cúper    |    |                    |       |     |

## Conséquences
En résumant la finale "passionnante et énervée", les experts de BBC Sport ont noté que l'Égypte avait commencé confortablement, mais avait permis à ses adversaires de "s'attaquer à eux" en seconde période. Le Cameroun a limité l'Égypte à jouer principalement de longues balles, et leur pression croissante a fait que les joueurs égyptiens ont succombé à la fatigue dans les phases finales du match. Le rapport de match de CNN a conclu que l'arrivée de Vincent Aboubakar à la mi-temps a revitalisé l'attaque du Cameroun et a marqué un tournant dans le match. Benjamin Moukandjo, le capitaine du Cameroun, a été désigné comme l'homme du match, tandis que ses coéquipiers Christian Bassogog et Fabrice Ondoa ont été élus respectivement meilleur joueur et meilleur gardien du tournoi.
L'entraîneur belge camerounais Hugo Broos a salué l'unité de son équipe, déclarant "Je suis heureux pour les joueurs. Ce n'est pas un groupe de footballeurs, c'est un groupe d'amis". Son homologue égyptien Héctor Cúper, qui avait déjà perdu deux fois lors de finales majeures en tant qu'entraîneur de Valence, a exprimé son chagrin non pas pour lui-même mais "parce qu'il y avait tellement d'espoir, en particulier parmi le peuple égyptien et je suis désolé pour les joueurs qui ont tant investi effort".
La victoire du Cameroun a marqué son cinquième titre en Coupe d'Afrique des Nations. En tant que vainqueurs, ils ont ensuite représenté la CAF à la coupe des confédérations 2017 en Russie. Ils ont été éliminés en phase de groupes, terminant en bas du groupe B, après deux défaites et un match nul.